# Yurdal Tokcan

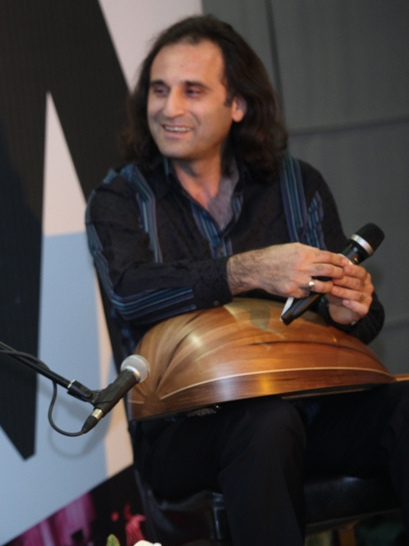
Yurdal Tokcan

Yurdal Tokcan (* 1966 in Altınordu) ist ein türkischer Oudspieler, Musikpädagoge und Komponist.

## Wirken
Tokcan studierte bis 1988 am Konservatorium der Technischen Universität Istanbul, wo er bereits während des Studiums unterrichtete. Ab 1990 reiste er als Mitglied des von Necdet Yaşar geleiteten Orchesters des türkischen Kultur- und Tourismusministeriums durch die Türkei, Frankreich, die Niederlande, Belgien und Spanien. Er ist außerdem Gründungsmitglied der Istanbul Sazendeleri  und Mitglied des Istanbul Fasıl Ensemble und des Istanbul Tasavvuf Music Ensemble.
Als Solist trat er u. a. mit der Amsterdam Percussion Group und dem Tekfen Philharmonic Orchestra auf. Mit Burhan Öçal, Göksel Baktagir, Selim Güler und Arif Erdebil gab er in Frankreich ein Konzert, dessen Liveaufnahme Orient Secret 1998 als bestes ethnisches Album des Jahres ausgezeichnet wurde. Weiteres musikalische Partner waren Kudsi Ergüners Ensemble, die israelische Group Baharat und der Kanunspieler Göksel Baktagir.
Tokcan vertrat die Türkei u. a. beim  Dritten Internationalen Oud- und Latvafestival in Dresden und (neben Ara Dinkjian, Simon Shaheen, Haig Yazdjian und Omar Bashir) beim Internationalen Oudtreffen in Thessaloniki. 2003 trat er beim Oudfestival in Jordanien und bei der Feier des Türkischen Jahres in Japan auf, mit Selim Güler, Ross Daly, Zohar Fresco und Yinon Muallem veranstaltete er in Jerusalem ein Panmediterranes Musikfestival. Mit dem Mercan Dede Ensemble nahm er u. a. am Akbank International Jazz Festival teil. 2005 gab er mit Yinon Muallem ein Duokonzert beim Internationalen Oudfestival in Jerusalem.
Tokcan komponierte die Filmmusik zu Filmen wie Göl zamani (2013). Als Arrangeur und Interpret ist er in mehreren Spielfilmen (wie Die Passion Christi, Königreich der Himmel oder Intersection) zu hören. Seine Zusammenarbeit mit Jordi Savall wird in dem Dokumentarfilm Mare Nostrum – Ein Konzert. Eine Reise (2015) von Michelle Brun und Stefan Haupt dargestellt.